# 橘俊孝
橘 俊孝（たちばな の としたか、生没年不詳）は、平安時代中期の貴族。大和守・橘俊済の子とする系図がある。官位は従五位上・出雲守。

## 経歴
藤原道長に親しい関係にあったらしく、寛弘元年（1004年）賀茂斎院（選子内親王）御禊を藤原道長が見物した際に、平明範とともに付き従う。寛弘8年（1011年）兵部丞として叙位の儀式に参加したが、笏をうまく持つことができず、公卿らに大笑いされた。 三条朝に入り、長和2年（1013年）斎宮に卜定された当子内親王が野宮に入る際、その前駆を務めている。
後一条朝の長元元年（1028年）但馬守・藤原能通の在京中に、俊孝が但馬国に下向して不善な行為を行い秩序を乱す。但馬国に戻ってこれを知った能通は俊孝を追求し、関係者を譴責。これに憤慨した俊孝は、雑人10人余を使って、夜間に関白・藤原頼通第の門外で但馬守の苛政を大声で訴えさせた。
長元2年（1029年）正月に出雲守に任ぜられ、閏2月末に赴任する。同年7月に飯石郡須佐郷牧田村に雪が降り、田3町と野山の草木がことごとく損亡したと太政官に報告。これに対して、後一条天皇より出雲国に太政官符を下して仁王経を転読させる旨の勅定が下され、出雲国では国分寺で3日間に亘って仁王経の転読が行われた。
長元4年（1031年）10月に杵築大社（出雲大社）の神殿が風無くして転倒したことを太政官に報告。加えて、神殿の転倒に伴って、皇位と改元に関する杵築大社の託宣があったことも、あわせて俊孝から右大臣・藤原実資に報告されている。これに対して、閏10月に関白・藤原頼通が杵築大社の造営を指示し、造営のため八省院造営の出雲への国充が停止された。
翌長元5年（1032年）6月になって、俊孝は①自らの出雲守の4ヶ年の重任、②調庸租税免除、③但馬国・伯耆国等への工夫徴発による杵築大社の造営、④杵築大社の託宣にもとづく叙位、の4点を申請する。同月に実検使として右大史・（姓不明）広雅が出雲国へ派遣されて、杵築大社社司・出雲国在庁官人らに対する調査が行われるが、託宣はなかったこと、神人でない者への叙位などに位記を給したこと等、俊孝の報告に虚偽があったことが明らかとなる。8月に関白・藤原頼通の指示でこの問題が陣定に附され、9月下旬に俊孝の佐渡国への配流が決定した。
9月末に俊孝は配所に向かうが、佐渡に向かう途中で橘俊孝は重病に陥り、10月上旬には越前国敦賀郡に逗留し先に進めない状態となった。以降の動静は不明。

## 人物
酒に酔って良くない行動を起こすことがあった。藤原実資の家人でありながら、乗車したまま家の門を通過したことがあり、下人によって顔面に暴行を受けたという（『小右記』）。 

## 官歴
- 寛弘元年（1004年） 4月17日：見木工允[18]
- 寛弘8年（1011年） 正月7日：見兵部丞[19]
- 長和2年（1013年） 8月26日：見式部大丞正六位上[19]
- 時期不詳：従五位下
- 万寿4年（1027年） 正月7日：兵部少輔[19]
- 長元2年（1029年） 閏2月25日：見出雲守[19]。8月2日：見従五位上[19]
- 長元5年（1032年） 9月27日：流罪（佐渡国）[20]